# Чемоданова, Екатерина Фёдоровна
Екатерина Фёдоровна Чемоданова (1925—1988) — колхозница, Герой Социалистического Труда.

## Биография
Родилась в 1925 году в Вятской губернии. Член КПСС.
В 1941—1980 гг. — колхозница, звеньевая овощеводческой бригады колхоза «Красный Октябрь» в селе Вожгалы Вожгальского (ныне — Кумёнского) района Кировской области.
Указом Президиума Верховного Совета СССР от 23 июня 1949 года присвоено звание Героя Социалистического Труда с вручением ордена Ленина и золотой медали «Серп и Молот».
Умерла в селе Вожгалы в 1988 году.